# 博山县 (清朝)
博山县，山东省旧县名，1958年10月撤销。
清朝雍正十二年（1734年）始建博山县，属青州府辖。民国初废府改属济南道，后废道归山东省政府。1945年，博山县分为博山县和博山市，归淄博特区管辖。1948年博山分为博山县和博山城关、黑山、原山3区，归淄博特区直辖。1950年博山市并入博山县。
1951年，博山县的一、二、三、四区划出，成立淄博市，驻博山四二亩地，保留博山县，县政府迁驻源泉。1955年博山县划归昌潍专区。博山县统一调整为九个区：第一区（城里），下辖29条街8个乡；第二区（原山），下辖6个乡；第三区（黑山），下辖1个镇，4个乡；第四区（西河），下辖3个镇，2个乡；第五区（岳阳），下辖7个乡；第六区（夏庄），下辖15个乡；第七区（口头），下辖7个乡；第八区（池峰），下辖6个乡；第九区（太河），下辖9个乡。1955年3月，淄博市改为博山区，区划范围缩小：域城、平堵沟两村划归杨寨区；桃花泉、西流泉、樵岭前，划归莱芜县；西河、福山划归昆仑区；岳庄、黑山、山头、石炭坞、石马、乐疃、尖古堆划归新建的黑山区。博山区下辖税务街、西冶街、大街、城里、神头、五龙、赵庄7个办事处和后峪、安上两个乡。
1958年3月，淄博市政府决定，将东西石马、岳庄、域城、乐疃、桃花泉6个大乡，51个自然村划归博山区。1958年10月，山东省政府撤销博山县；将原博山县的口头、太河、边河、田庄、峨庄、寥坞、南仇7个公社划归淄川区，将南博山、郭庄、源泉、池上4个公社划归博山区。